# Macclesfield, South Australia
Macclesfield är en ort i Australien. Den ligger i kommunen Mount Barker och delstaten South Australia, omkring 34 kilometer sydost om delstatshuvudstaden Adelaide. Antalet invånare är 1 469.
Närmaste större samhälle är Strathalbyn, omkring 11 kilometer sydost om Macclesfield. 
Trakten runt Macclesfield består till största delen av jordbruksmark. Runt Macclesfield är det mycket glesbefolkat, med 6 invånare per kvadratkilometer. Genomsnittlig årsnederbörd är 729 millimeter. Den regnigaste månaden är juni, med i genomsnitt 133 mm nederbörd, och den torraste är december, med 21 mm nederbörd.